# Cyclone Belal
Pour les articles homonymes, voir Belal.
Le cyclone Belal est le second système tropical de la saison 2023-2024 dans l'océan Indien sud-ouest. Une zone propice à la formation d'un système cyclonique a été repérée au début de janvier bien au nord des Mascareignes. Le 11 janvier, le centre météorologique régional spécialisé cyclones de La Réunion (CMRS) a repéré dans ce secteur la formation d'une perturbation qui est devenue un cyclone tropical le 14 janvier en se dirigeant vers La Réunion. Atteignant son maximum d'intensité avec des vents soutenus de 165 km/h, et des rafales plus fortes, son centre a longé le nord-est du département outre-mer français le 15 janvier, affectant également l'île Maurice. Belal a ensuite poursuivi sa trajectoire vers le sud-est en faiblissant graduellement et il s'est dissipé le 20 janvier en mer. Le cyclone tropical a causé des dégâts importants à La Réunion et à l'île Maurice, ainsi que la mort d'au moins 5 personnes.

## Évolution météorologique

Boucle des images satellites de Belal passant sur La Réunion et Maurice le 15 janvier 2024 (source : CIMSS).

Le 11 janvier, le CMRS a repéré une perturbation tropicale en formation à 1 000 km au nord-nord-est de La Réunion, à l'est d'Agaléga, dans une zone que le centre surveillait depuis plusieurs jours. Le lendemain, le système est devenu une dépression tropicale. Elle a été rehaussée à tempête tropicale modérée Belal tôt le 13 janvier à 700 km au nord de La Réunion, puis forte tempête tropicale plus tard en journée alors qu'elle se dirigeait rapidement vers le sud-ouest,.
À 1 h UTC le 14, le CMRS a rehaussé Belal en cyclone tropical à 315 km au nord-ouest de La Réunion alors que sa trajectoire s'incurvait et qu'il était en intensification rapide. Selon le Joint Typhoon Warning Center (JTWC), le cyclone a atteint une catégorie équivalente à un ouragan de catégorie 2 dans l'échelle de Saffir-Simpson avec des vents soutenus de 155 km/h sur une minute à 15 h UTC.
Le 15 à 0 h UTC, le CMRS a annoncé que le cyclone était à 85 km au nord-ouest de La Réunion avec des vents soutenus de 150 km/h sur 10 minutes, pendant que le JTWC donnait pour sa part des vents soutenus sur une minute de 165 km/h,. Entre 6 et 12 h UTC, le centre de Belal et le mur de l'œil ont longé la côte nord-est de l'île et la friction avec le relief l'a légèrement affaibli,. Selon une  réanalyse de Météo-France, l'œil de Belal est entré sur terre au niveau de la commune de Saint-Benoît mais est ressorti peu de temps après au large du Grand Brûlé.
Ce passage de l’œil d’un cyclone tropical sur La Réunion est le premier depuis plus de 30 ans, succédant au passage du cyclone Colina le 19 janvier 1993. Le mur de l’œil a été fortement ressenti sur le littoral nord et moindrement sur l’est et le sud-est de l’île alors que le calme de l’œil a été observé surtout dans les communes de Sainte-Rose et Saint-Philippe. Le mur de l'œil est donc peu entré à l'intérieur des terres, permettant d'éviter des dégâts majeurs.
Belal s'est éloigné ensuite rapidement vers le sud-est, puis l'est, et était rendu à plus de 250 km de La Réunion à 1 h UTC le 16 janvier. À 7 h UTC, le système est retombé au niveau de forte tempête tropicale en entrant dans une zone de cisaillement des vents en altitude et d'intrusion d'air sec. Le 17 à 12 h UTC, Belal a été rétrogradé comme tempête tropicale modérée à 875 km à l'est-sud-est de La Réunion.
Moins de 24 heures plus tard, elle a cependant repris de la vigueur pour redevenir temporairement une forte tempête. Le CMRS l'a finalement reclassé comme une dépression résiduelle à 0 h UTC le 19 à environ 900 km de la Réunion. Le système s'est transformé en creux barométrique ouvert le 20 janvier.

## Préparatifs
Le 13 janvier, La Réunion a été mise en alerte cyclonique orange alors que la trajectoire prévue passait directement sur l'île. De son côté, Maurice a été mise en avertissement de cyclone de classe I, le système devant aussi l'affecter, même à distance du centre, avec de fortes pluies et vents violents.
Le cyclone Belal s'approchant de La Réunion, le département a été placé le 14 janvier en alerte rouge « vents » par Météo-France jusqu'au 16 janvier au matin. La population a été appelée à se confiner en raison des dégâts potentiels et l'alerte devait être rehaussée au niveau violet à 6 h locales le 15,. Prévu pour atteindre la catégorie 3 sur l'échelle de Saffir-Simpson, ce cyclone devait être le plus puissant à frapper La Réunion depuis le Firinga de 1989 et causer des crues décennales, voire centennales. Environ 600 personnes y ont été admises dans des refuges. L'aéroport de La Réunion-Roland-Garros, dans la commune de Sainte-Marie, et tous les réseaux de transports en commun se sont arrêtés à 18 heures. Le préfet a déclaré que des moyens supplémentaires de la Sécurité civile viendraient dans les prochains jours, dès qu'il serait possible de poser un avion en sécurité sur l'aéroport.
Le 15 janvier, les services météorologiques de Maurice ont relevé le niveau d'alerte à classe 3. L'aéroport international Sir-Seewoosagur-Ramgoolam, les bureaux gouvernementaux et les écoles ont été fermés.

## Conséquences
| Pays       | Morts | Disparus | Dommages (Milliards $US) | Réf.   |
| ---------- | ----- | -------- | ------------------------ | ------ |
| Maurice    | 2     | -        | N/D                      | [ 24 ] |
| La Réunion | 4     | -        | >0.104                   | ,      |
| Total      | 6     | -        | 0,570                    | [ 28 ] |

### La Réunion
Des rafales de 170 km/h ont été rapportées à Saint-Denis et jusqu'à 217 km/h en montagne au piton Maïdo. Sur la côte, les vagues ont atteint près de 10 mètres et la surcote a causé une submersion marine. Plus de 600 mm de pluie sont tombés sur la plaine des Palmistes, au centre de l'île,. Ainsi du 13 au 16 janvier, il a été rapporté : 1 367 mm au cratère Commerson, 1 019 mm à la plaine des Palmistes, 982 mm à Grand-Îlet (Salazie), 931 mm à plaine des Cafres, 836 mm à la Nouvelle (Mafate) et 816 mm à Cilaos. Près du littoral nord et est, il a été signalé de 211 mm au Port à 469 mm au Baril (Saint-Philippe) et 402 mm à la Possession. Les taux horaires ont atteint 112 mm à Commerson et Takamaka. De nombreux nuages lenticulaires ont été aperçus lors du passage de Belal en aval des montagnes de l'île.
Dans un premier communiqué de la préfecture de La Réunion le 15 janvier, il est mentionné qu'une personne sans-abri est décédée à Saint-Gilles les Bains, qu'au moins 57 000 clients, soit 13 % des foyers, ont perdu le courant électrique, et qu'environ 35 000 personnes ont été privées d'eau mais qu'aucune infrastructure essentielle n'a été touchée. De fortes houles ont été rapportées avec des vagues de huit mètres en moyenne et des pluies intenses. Le 16 janvier, les autorités ont annoncé que c’étaient 150 000 personnes qui étaient privées d'électricité, soit 35 % des clients d’Électricité de France, et 130 000 d’eau potable. Le même jour, deux autres sans-abri ont été retrouvés sans vie, le premier dans le lit d'une rivière à proximité du cirque de Salazie, dans le centre de l'île, et le second dans une cabane en tôles au Tampon. Un homme est mort indirectement par intoxication au monoxyde de carbone par les émanations de son groupe électrogène utilisé durant les coupures de courant.
Le 16 janvier, les missions de reconnaissance débutent avec quelques 140 agents de la sécurité civile, pompiers, gendarmes et agents du gestionnaire de réseau électrique Enedis, en provenance du Var et de Mayotte pour aider les secours locaux. Le 20 janvier, Électricité de France a rapporté que 98 % des 150 000 clients initialement touchés par les coupures d'électricité avaient retrouvé le courant. Il y avait encore 1,5 % de la population privée d’eau.

### Maurice
L'île Maurice, autre île des Mascareignes et île principale de la république de Maurice, a été touchée par Belal. Les autorités rapportent le 15 janvier la mort d'un motocycliste emporté dans les inondations à Pailles et de nombreux dégâts. Les pluies torrentielles ont inondé les rues et les ont transformées en rivières, emportant les véhicules qui se sont entassés en contrebas. Des images ont montré de puissantes vagues submergeant le front de mer de la capitale, ainsi que des bâtiments inondés avec des meubles flottant dans l'eau. Les dégâts semblent importants alors que le diamètre du cyclone a amené le mauvais temps plus près qu'anticipé, dont des vents à 110 km/h et une forte houle de 5 à 7 mètres qui a frappé tout le littoral. Le 18 janvier, les autorités ont rapporté qu'un autre motocycliste a été emporté par les crues mais des rapports officieux parlent de plusieurs autres décès.

## Répercussion et statistiques
Après le passage de la tempête, le responsable des services météorologiques de Maurice a démissionné après que son institution a été accusée de « ne pas avoir averti de manière adéquate de l'impact de la tempête ».
Le passage de Belal à La Réunion marque le premier cyclone tropical depuis Colina en 1993 dont le centre est passé directement sur l’île, le premier depuis Dina en 2002 avec des vents de plus de 150 km/h à toucher la majeure partie de cette île, le premier depuis Gamede en 2007 avec une houle cyclonique dépassant 11,5 m. De plus, il entre dans le club sélect des accumulations moyennées de plus de 500 mm.